# Barxeta
Barxeta è un comune spagnolo di 1 602 abitanti situato nella comunità autonoma Valenciana.